# Cuca Fera

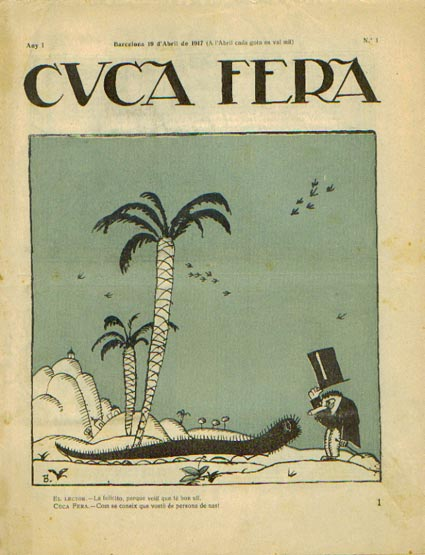
Couverture de Cuca Fera

Cuca Fera était un magazine satirique catalan, publié par la Ligue régionaliste à Barcelone, entre avril et août 1917,. Dix-sept numéros ont été imprimés,.